# Pittore di Gela
Pittore di Gela (fl. VI-V secolo a.C.) è stato un pittore di vasi attici a figura nera. Deve il nome convenzionale all'antica città di Gela, nella cui area sono stati rinvenuti numerosi dei vasi a lui attribuiti.
La sua lunga carriera è iniziata intorno al VI e V secolo a.C. La maggior parte delle sue opere, costituite principalmente da lekythoi, sono state esportate dalla Grecia occidentale. Il suo lavoro è stato fortemente influenzato dal nuovo stile con figura rossa. Il suo tratto è spesso carente, ma le sue rappresentazioni sono originali. Soprattutto le sue scene mitologiche e di genere sono notevoli.
Spesso, le sue composizioni sui vasi specchio sono più piccole di quelli che normalmente si utilizzano sui più grandi e costosi. Nei suoi ornamenti di spalla, ha sostituito i germogli convenzionali con delle foglie.